# Stavbna plastika
Stavbna plastika ali arhitekturno kiparstvo je plastika, postavljena kot arhitekturni element na zunanjosti ali notranjosti stavbe in predstavlja uporabo kiparskih tehnik, ki jih arhitekt in / ali kipar oblikuje v stavbi, mostu, mavzoleju ali drugem takem projektu. Skulptura je običajno povezana s strukturo, vendar je samostojno delo.
Opredeljen je tudi kot sestavni del stavbe ali skulpture, ki je nastala posebej za krašenje ali okrasitev arhitekturne strukture.
Od ornamentov jih loči figuralna upodobitev. Lahko je samostojen kip ali relief.
Stavbna plastika je bila zelo pomembna v antiki, pozni romaniki, gotiki in baroku. Od klasicizma dalje je bila redko uporabljena v arhitekturi, bolj pa kot samostojna plastika. Stavbno plastiko so arhitekti uporabljali skozi celotno zgodovino in na vseh kontinentih.

## Oblike
Najpogostejše oblike stavbne plastike so:
- akroterij, lahko v obliki akantove vitice, palmete ali plastične figurice (levi, sfinge, ...) in so bili običajno slemenski okraski templjev in nagrobnikov v antiki, renesansi in klasicizmu;
- atlant (arhitektura) imenovan po antičnem nosilcu nebesnega svoda, je moška figura, ki podpira stavbo namesto stebra ali slopa;
- kariatida je ženska figura, oblečena v dolgo oblačilo, ki podobno kot atlant podpira stavbo;
- herma - v antiki prosta plastika (Hermesova glava), je od renesanse dalje atlantu podobna polovična figura pred slopi in pilastri;
- amoret je mali deček, običajno s perutmi, ki po vzoru antičnih erotov predstavlja boga ljubezni v posvetnih scenah, posebno v rokokoju;
- erot - majna figura Erosa - otrok s perutmi - v helenizmu dodatek kipom; po njihovi podobi so nastali v renesansi in baroku angeli in putti;
- putto (it. il putto 'majhen otrok') - gol deček s perutmi ali brez; od renesanse dalje ga najdemo na orglah, oltarjih, stenah, stropih, ...
- groteskna maska je relief v obliki človeške ali živalske glave; služila naj bi obrambi pred zlimi duhovi; v romaniki jo najdemo na krstilnikih in kornih sedežih;
- konzolna plastika ima obliko antropopejske plastike s portretno, religiozno ali humanistično vsebino;
- stavbarniška plastika je vsa plastika izdelana v stavbarnicah ob gradnji katedral;
- relief je plastika, ki izstopa iz ravnine in je nanjo še navezana. Med antičnimi reliefi so posebej znameniti v metopah in v zatrepih.